# 贺孝齐
贺孝齐（约1886年－1945年）字伯中，民国初年知名教育家。原籍四川永川。

## 生平
清末被选派留学日本師從章太炎並加入同盟會，参与中国赴日本留学生的管理工作。民国初为政派中华民国联合会的活跃人物，以四川巡按使公署秘书身分被荐任教育部。。1913年（民国二年）7月依教育部令，建立国立武昌高等师范学校，任校长至1914年11月。
1919年-1922年任成都高等师范校长。1924年7月至1925年2月任四川省教育厅厅长。1929年以彭县县长身份代理彭县中学附设国民师范校长。后曾任四川省烟草专卖局局长等职。1945年因脑溢血病故。
| 前任： 首任 | 国立武昌高等师范学校校长 1913年7月－1914年11月 | 繼任： 张渲 |